# زاده ۱۳۹۵۴
سیارک ۱۳۹۵۴ (به انگلیسی: 13954 Born، نامگذاری:1990TF8) سیزده هزار و نهصد و پنجاه و چهارمین سیارک کشف شده‌است که در ۱۳ اکتبر ۱۹۹۰ کشف شد.
قدر مطلق سیارک برابر ۱۳٫۸۰ است.